# Евфимий Великий
Евфимий Великий (греч. Εὐθύμιος ὁ Μέϒας, также Евфимий Благодушный, Евфимий-схимник; ок. 377 — 20 января 473) — христианский святой, иеромонах. Наряду с Антонием Великим, Макарием Великим и Пахомием Великим Евфимий считается столпом пустынножительства и одним из основателей монашеского общежития. Почитается в православной церкви  (20 января по юлианскому календарю) и в католической  (20 января).

## Жизнеописание

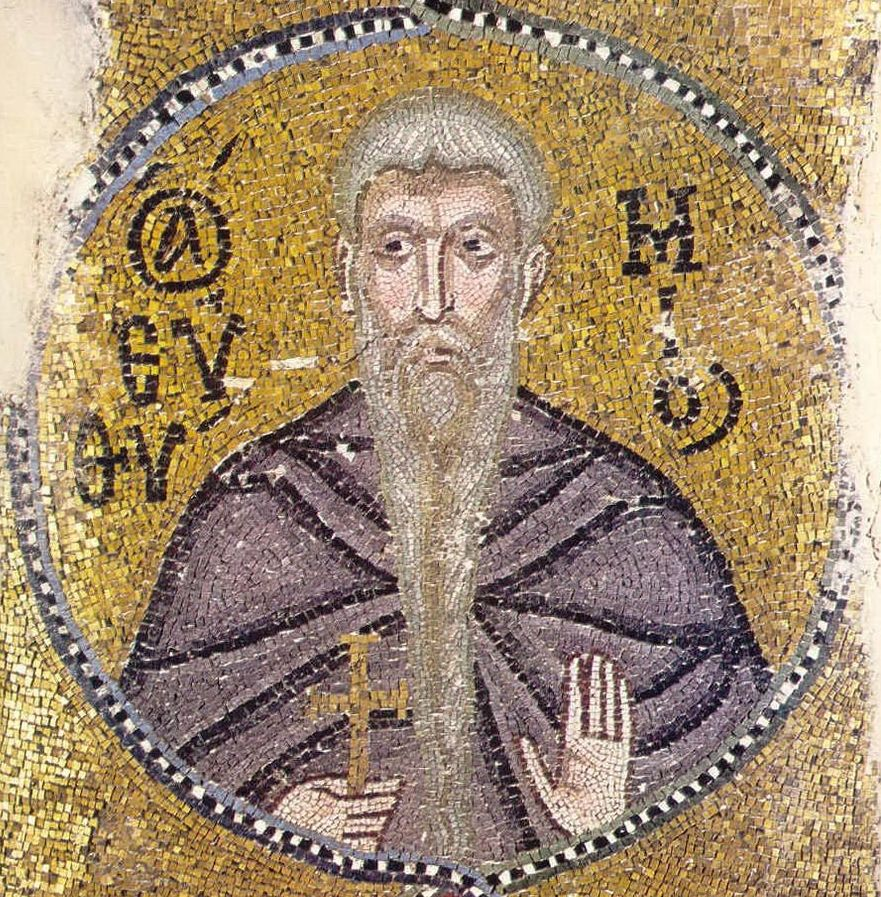
Мозаика кафоликона монастыря Неа Мони, XI век

Основным источником сведений об Евфимии Великом является его житие, написанное Кириллом Скифопольским (525 — после 559), которого считают «одним из лучших агиографов по живости изложения» и отмечают, что он «обладает настоящими качествами историка». Этот текст жития позднее был переработан Симеоном Метафрастом. Никейским императором Феодором II было написано похвальное слово в честь преподобного Евфимия.
Родился в знатной семье Павла и Дионисии в Малой Армении в городе Мелитина. В три года лишился отца и по просьбе матери был принят на воспитание епископом Мелитенским Отрием, который крестил его и провёл через все степени церковных должностей и рукоположил во иерея и поручил ему надзор за окрестными монастырями.
В возрасте двадцати восьми лет Евфимий отправился в паломничество в Иерусалим и после поклонения святыням отправился к местным отшельникам, и, узнав об их добродетелях, пришёл в Фаранскую лавру преподобного Харитона, но поселился в келии за её пределами рядом с другим отшельником Феоктистом, с которым они стали духовными братьями. Спустя пять лет они вдвоём переселились в пустыню Кутила, где стали жить в пещере затворниками. Вскоре сведения о подвижниках распространились, и к ним стали приходить желающие присоединиться к их аскетической жизни. Евфимий, не желая лишаться своего уединения, направлял всех к Феоктисту, который стал духовным наставником общины, из которой возник общежительный монастырь Феодосия (по имени первого игумена), или Нижний. Пещера, где жил Евфимий, стала церковью, а сам он, хотя и стал духовником братии, продолжил жить в затворе, выходя из него только по субботам.
Около 420 года Евфимий исцелил сына арабского филарха, принявшего крещение с именем Пётр (вместе с ним крестился и его народ, для которого позднее Петра рукоположили во епископы). Известие об этом привлекло в монастырь людей, искавших наставления и исцелений. Тяготясь людским вниманием, Евфимий оставил монастырь и перешёл в пустыню Зиф, близ Мёртвого моря. Там протокомит одной из деревень в благодарность за изгнание Евфимием беса из его сына построил ему монастырь Капарвариха на юго-восток от Хеврона (между Абарасом и селением Аристовулиадою). В нём Евфимий поселился с несколькими своими учениками. Вскоре из-за многочисленных посетителей, нарушавших его покой, Евфимий вернулся в Нижний монастырь, поселившись в одной из пещер в его окрестностях. Всех приходивших к нему он направлял к Феоктисту в Нижний монастырь.
Однажды к нему пришли трое братьев-каппадокийцев, которых св. Евфимий, повинуясь божественному указанию, взял себе в ученики. Постепенно число учеников возросло до одиннадцати, и по просьбе Евфимия филарх Пётр построил ему церковь и келии, ставшие основой лавры преподобного Евфимия.
7 мая 428 (429) года Иерусалимский Патриарх Ювеналий совершил освящение монастырской церкви.
Евфимий принял решения Халкидонского собора и в период, когда палестинское монашество было на стороне монофизитов, боролся за православное вероучение. Он ушёл из монастыря в пустыню и оставался в ней, пока Феодосий, захвативший Иерусалимскую кафедру, не был смещён, и Патриарх Ювеналий не вернулся на своё место. С преподобным Евфимием связано возвращение в православие проживавшей в Иерусалиме императрицы Евдокии. Она обратилась к Евфимию в отчаянии от бед, постигших её дочь, и он «утешил Евдокию, убедил её в её заблуждениях и возвратил к православию».
Евфимий скончался 20 января 473 года и был погребён в основанной им лавре. В ней его мощи видел русский паломник игумен Даниил в начале XII века: «И ту лежит святый Еуфимие, и ини мнози святии отци ту лежат телесы яко живи». Однако сам монастырь уже пребывал в запустении.
В XX веке были раскопаны руины лавры преподобного Евфимия, но в захоронении, которое было идентифицировано как принадлежащее преподобному, мощи найдены не были. Ныне известно о нескольких местах хранения мощей преподобного Евфимия: часть главы — в Большом скиту Святой Анны на Афоне, левая нога — в Иверском монастыре, пять пальцев — в церкви Святого Генесия (остров Милос).